# Ćurilac
Ćurilac är ett samhälle i Montenegro. Det ligger i den centrala delen av landet. Ćurilac ligger 50 meter över havet och antalet invånare är 571.
Terrängen runt Ćurilac är varierad. Omgivningarna runt Ćurilac är en mosaik av jordbruksmark och naturlig växtlighet.